# Ferrocarriles Argentinos

Logo der Ferrocarriles Argentinos

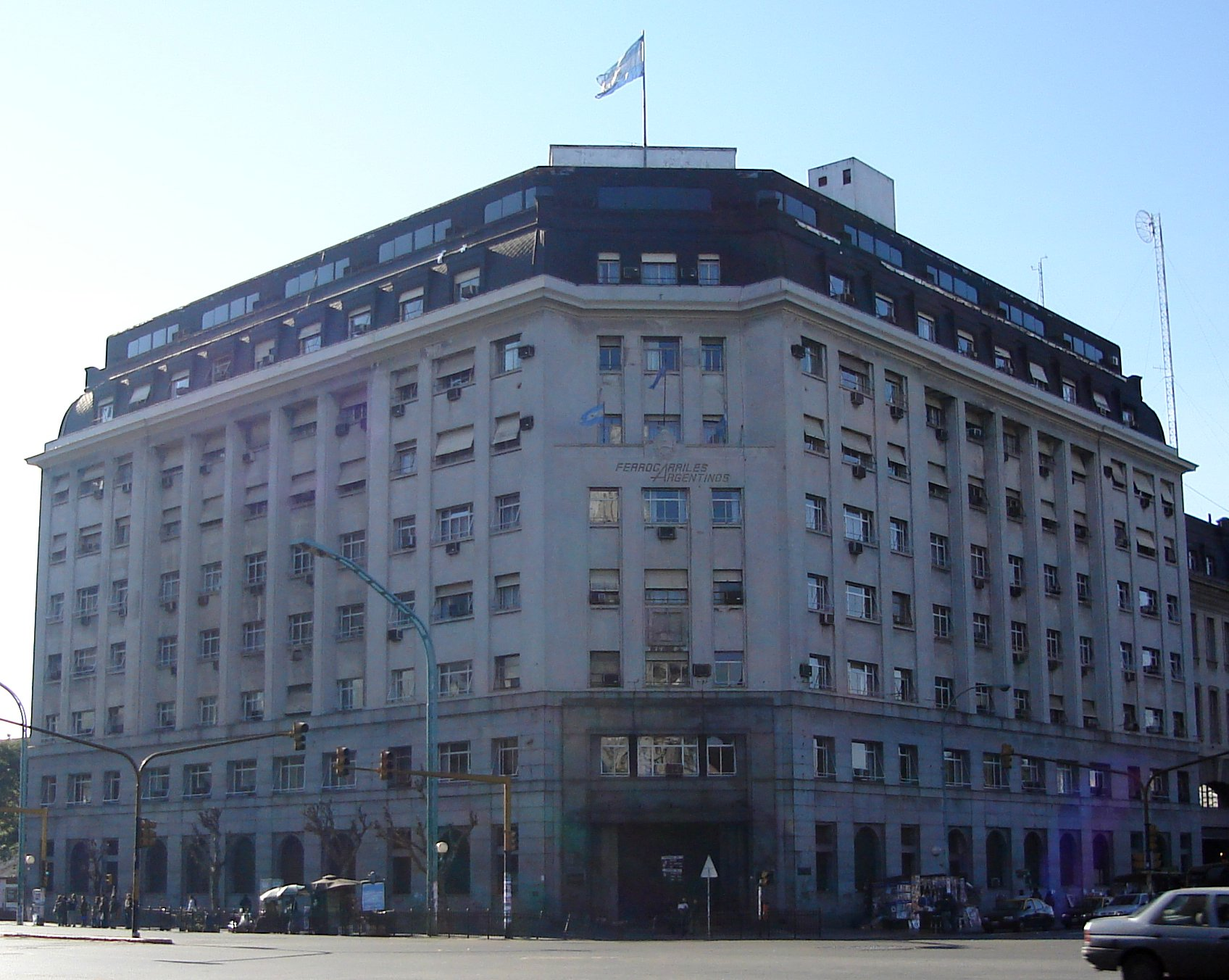
Geschäftssitz in Buenos Aires neben dem Kopfbau des Bahnhofs Retiro Mitre

Die Ferrocarriles Argentinos (FA) waren ein Staatsunternehmen, das für fast 45 Jahre den Schienenverkehr in Argentinien bewirtschaftete. Das Unternehmen wurde 1948, in der Regierungszeit von Juan Perón, im Zuge der Verstaatlichung der privaten Eisenbahngesellschaften gegründet.

## Direktionen

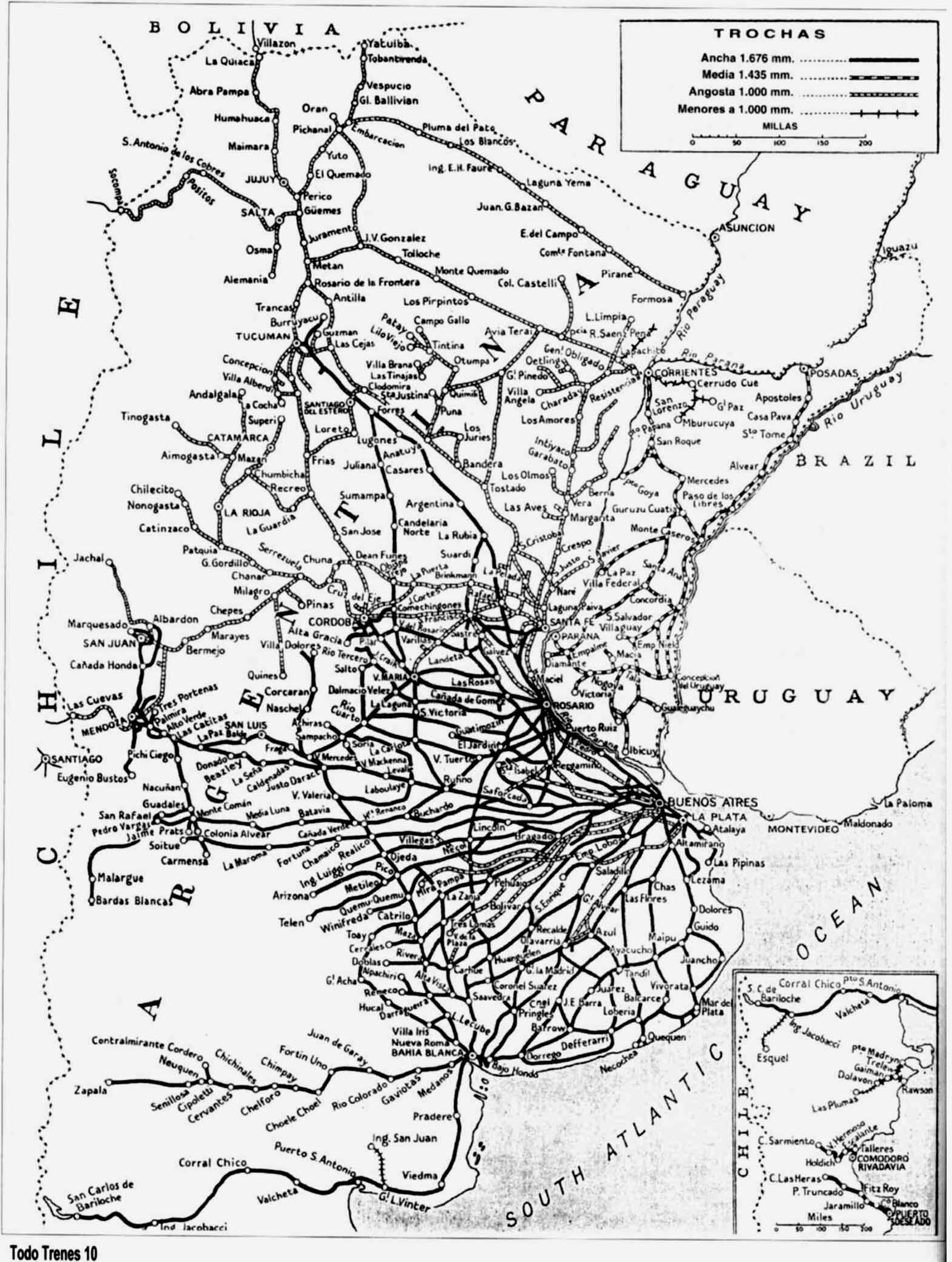
Das Streckennetz in seiner größten Ausbreitung um 1960

Die Ferrocarriles Argentinos bestanden aus sechs relativ eigenständigen Direktionen, benannt nach früheren Staatspräsidenten und Nationalhelden:
- Ferrocarril Domingo Faustino Sarmiento (FCDFS, nach Domingo Faustino Sarmiento)
- Ferrocarril General Bartolomé Mitre (FCGBM, nach Bartolomé Mitre)
- Ferrocarril General Manuel Belgrano (FCGMB, nach Manuel Belgrano; meterspurig, insbesondere im Norden und Nordwesten), siehe auch: Ramal CC7 del Ferrocarril Belgrano
- Ferrocarril General Roca (FCGR, nach Julio Argentino Roca)
- Ferrocarril General San Martín (FCGSM, nach José de San Martín)
- Ferrocarril General Urquiza (FCGU, nach Justo José de Urquiza; regelspuriges Streckennetz in der Region Mesopotamia)

Die Netze der Direktionen Sarmiento, Mitre, Roca und San Martín waren und sind überwiegend mit 1676 mm breitspurig (Roca betrieb auch einige schmalspurige Strecken). Diese Netze wurden auf Grundlage der früheren vier bedeutendsten, von britischem Kapital kontrollierten Privatbahnen geschaffen, jeweils mit Ergänzung durch andere, zum Teil bereits zuvor staatseigene Strecken: Sarmiento aus der Ferrocarril Oeste de Buenos Aires (Buenos Aires Western Railway, FCO/BAWR), Mitre aus der Ferrocarril Central Argentino (Central Argentine Railway, FCCA/CA), Roca aus der Ferrocarril del Sud (Buenos Aires Great Southern Railway, FCS/BAGS) und San Martín aus der Ferrocarril Buenos Aires al Pacífico (Buenos Aires and Pacific Railway, BAP/BA&P).

## Wachstum und Niedergang
Zu Zeiten der FA erhielt das argentinische Eisenbahnnetz seine größte Ausdehnung und war mit über 45.000 km das größte in Lateinamerika. Während der Militärherrschaft zwischen 1976 und 1983 und der daran anschließenden Redemokratisierung gerieten die FA jedoch in eine Rezessionsperiode, die mit einer völligen Privatisierung, beginnend 1992 als Teil neoliberaler Reformen von Carlos Menem, endete.
Bereits 1991 wurden die FA aufgeteilt; die Dienstleistungen in der Metropolregion Buenos Aires wurden dabei in der Ferrocarriles Metropolitanos S.A. (FEMESA) zusammengefasst. Der Güterverkehrszweig, die Ferrocarril General Manuel Belgrano, blieb zunächst in Staatshand, wurde dann aber an die Eisenbahnergewerkschaft Unión Ferroviaria übertragen und in Belgrano Cargas umbenannt. Der zweitgrößte Zweig, die Mitre Cargas, ging im Dezember 1992 an die Nuevo Central Argentino S. A. (NCA). Drastischste Folge der Zerschlagung der Ferrocarriles Argentinos war die vollständige Einstellung des Eisenbahnreiseverkehrs zwischen 1991 und 1993. Ausgenommen blieb nur der unverzichtbare Vorortverkehr im Großraum Buenos Aires.